# 乔治·帕潘德里欧
乔治·帕潘德里欧（希臘語：Γιώργος Παπανδρέου，羅馬化：Giórgos Papandréou，發音：[ʝeˈorʝios papanˈðreu]；1952年6月16日—），希腊政治家，前任希臘總理及现任社会党国际主席及民主社會主義者運動领导人。他的祖父乔治奥斯·帕潘德里欧和父亲安德烈亚斯·乔治乌·帕潘德里欧都曾担任过希腊总理。

## 生平
乔治·帕潘德里欧出生时名叫George Jeffrey Papandreou，出生地是美国明尼苏达州的圣保罗，当时他父亲安德烈亚斯·乔治乌·帕潘德里欧在当地的一所大学任经济学教授。他母亲是Margaret Papandreou，生于美国。他先在多伦多上学，后来就读于马萨诸塞州的安默斯特學院社会学专业（安东尼斯·萨马拉斯当时是他的室友）、斯德哥爾摩大學（1972–73）、倫敦政治經濟學院（取得社会学博士）以及哈佛大學（1992–93）。2002年他被安默斯特學院授予法学荣誉博士头衔；2006年他被乔治亚州大学艺术与科学学院的希腊研究中心聘请为名誉教授。
1974年，他回到希腊，并在他父亲创建的泛希臘社會主義運動中工作，1984年，他成为该党的中央委员。
1981年，他当选代表阿哈伊亞州的国会议员；1985年进入文化部工作；1988年担任教育与宗教事务部长；两度担任教育与宗教事务部长（1988-1989和1994-1996），一度担任外交部长（1999年-2004年）。他在2006年当选社会党国际主席。
2009年10月4日，乔治·帕潘德里欧领导的泛希腊社会主义运动在希腊议会选举中以较大优势击败现任总理卡拉曼利斯领导的执政党新民主党，获得大选胜利。10月6日起任希腊总理。2011年11月11日因希腊债务危机而被迫辞职，以換取反對黨新民主黨加入政府。

## 个人生活

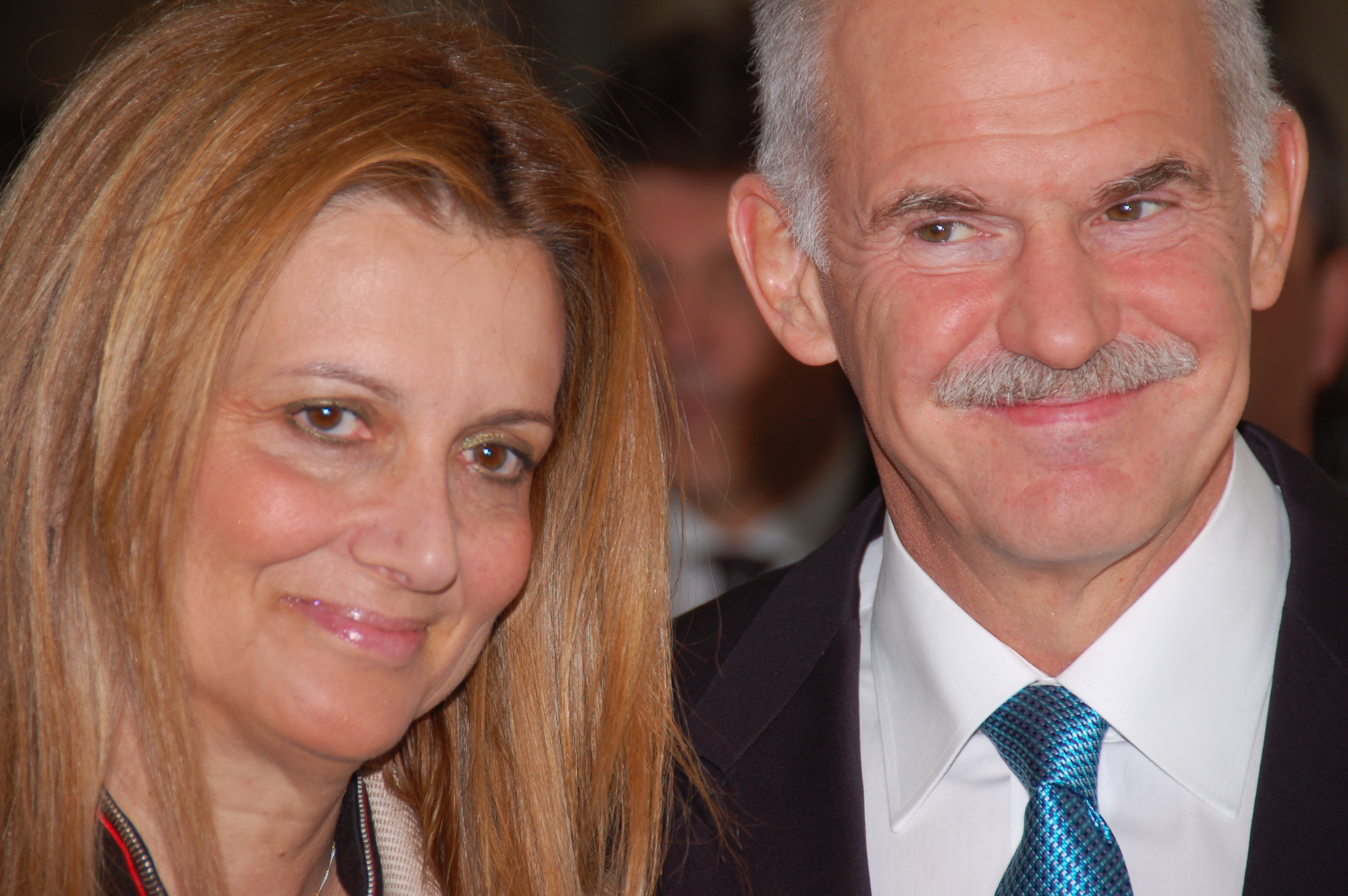
2010年10月3日，他与妻子参加在柏林举办的Quadriga奖颁奖典礼

他的第一任妻子是Evanthia Zissimides（她生于塞浦路斯，长于英国，婚姻持续于1976–1987），生有一个儿子Andreas（1982年出生）。他现任妻子是Ada Papapanos，两人育有一个女儿Margarita-Elena (1990年)。
他有两个弟弟Nikos Papandreou 和 Andreas Papandreou，以及两个妹妹Sophia Papandreou 和 Emilia Nyblom。
除了希腊语，他还会讲英语和瑞典语。

## 荣誉勋章
- 1996: Commander of the Order of Prince Yaroslav the Wise (乌克兰)
- 1996: Grand Cross of the Order of the Lion of Finland (芬兰)
- 1996: Order of Merit of the Republic of Poland II class (波兰)
- 1998: Grand Cross of the Orders,_decorations,_and_medals_of_Spain (西班牙)
- 1999: Grand Cross of the Order of the Polar Star (瑞典)
- 1999: Grand Cross of the Order of the White Star (爱沙尼亚)
- 1999: Grand Cross of the Grand Decoration of Honour, first class (奥地利)
- 2000: Grand Cross of the Bundesverdienstkreuz, first class (德国)
- 2001: Grand Cross of the Order of Isabella the Catholic (西班牙)
- 2001: Grand Cross of the Order of the Crown (比利时)
- 2002: Grand Cross of the Order of Prince Henry (葡萄牙)
- 2002: Grand Cross of the Order of Pius IX (梵蒂冈)
- 2003: Grand Commander of the Order of Merit (匈牙利)
- 2003: Grand Cross of the Italian orders of merit (意大利)
- 2003: Gran Cruz Order of the Sun (秘鲁)